# 千冲乡
千冲乡原属湖南省永兴县所辖乡，2012年4月撤销，原千冲乡成建制合并至鲤鱼塘镇。以原鲤鱼塘镇、千冲乡的行政区域为新设鲤鱼塘镇的行政区域。撤销前的千冲乡下辖千冲村、长冲村、彼坑村、高塘村、沅洞村、足泉村、青联村、板桥村共计8个行政村。